# Kondli
Kondli là một thị trấn thống kê (census town) của quận East thuộc bang Delhi, Ấn Độ.

## Nhân khẩu
Theo điều tra dân số năm 2001 của Ấn Độ, Kondli có dân số 27.983 người. Phái nam chiếm 56% tổng số dân và phái nữ chiếm 44%. Kondli có tỷ lệ 72% biết đọc biết viết, cao hơn tỷ lệ trung bình toàn quốc là 59,5%: tỷ lệ cho phái nam là 78%, và tỷ lệ cho phái nữ là 64%. Tại Kondli, 17% dân số nhỏ hơn 6 tuổi.